# Токсамбай
Токсамбай (каз. Тоқсанбай) — озеро в Жамбылском районе Северо-Казахстанской области Казахстана. Находится в 9 км к юго-западу от села Макарьевка.
По данным топографической съёмки 1944 года, площадь поверхности озера составляет 1,02 км². Наибольшая длина озера — 1,5 км, наибольшая ширина — 1,4 км. Длина береговой линии составляет 4,5 км, развитие береговой линии — 1,25. Озеро расположено на высоте 153 м над уровнем моря.